# Mesodontrachia desmonda
Mesodontrachia desmonda é uma espécie de gastrópode  da família Camaenidae.
É endémica da Austrália.